# Silvia Manrique Pérez
Silvia Manrique Pérez (castellà: Silvia Manrique)  (Laudio, 6 de març de 1973) és una jugadora d'hoquei sobre herba basca, ja retirada, guanyadora d'una medalla olímpica.
Membre de la Reial Societat i posteriorment del Club de Campo de la Villa de Madrid va participar, als 19 anys, en els Jocs Olímpics d'Estiu de 1992 celebrats a Barcelona, on va aconseguir guanyar la medalla d'or en la prova femenina d'hoquei sobre herba. En els Jocs Olímpics d'Estiu de 1996 realitzats a Atlanta (Estats Units) finalitzà vuitena, aconseguint un diploma olímpic. En el seu palmarès també destaca una medalla de plata en el Campionat d'Europa d'hoquei sobre herba de 1995.